# Виноградова, Евдокия Викторовна
Евдоки́я Ви́кторовна Виногра́дова (Ду́ся Виногра́дова; 1914—1962) — инициатор виноградовского движения (стахановского движения многостаночниц в текстильной промышленности). Член ВКП(б) с 1939 года.

## Биография

### Ранние годы
Е. В. Виноградова родилась 19 июля (1 августа) 1914 года в Вичуге (ныне Ивановской области).
Четыре года Дуся училась в начальной вечерней школе. Потом год училась в дозавуче, чтобы в 1929 году поступить во ФЗУ. Дуся была активной пионеркой: в пионерском клубе выпускала стенгазету, вместе с другими пионерами занималась гимнастикой и ставила театральные сценки. Лето проводила в пионерлагере на Волге («С удовольствием вспоминаю это время», — говорила Дуся).
В фабрично-заводском училище Дуся получила профессию ткачихи.

### Начало трудовой деятельности
После окончания в 1931 году фабрично-заводского училища (ФЗУ) Дуся Виноградова начала работать на фабрике имени В. П. Ногина (г. Вичуга). Сначала работала на комплекте из 16 станков, а с 1933 года перешла на многостаночное обслуживание 26 станков.
Первые годы работы Дуси Виноградовой пришлись на тяжёлую социально-экономическую обстановку как в городе, так и по стране (голод в Украинской ССР и в Поволжье). В 1932 году в Вичуге произошли крупнейшая в сталинскую эпоху стачка (Вичугский бунт), в которой бастовало около 16 тысяч ткачей. 
Местные фабрики, кроме того, отставали из-за устаревшего оборудования и высокой текучести кадров: в 1933 году фабрика им. Ногина «показала худшие результаты» значительным невыполнением плана и большим количеством брака. Это побудило новое руководство фабрики к коренным изменениям. Ставка была сделана на молодёжь и на правильный подбор руководящего персонала. Инженерно-технические работники стали искать новые методы работы, добиваться усовершенствования оборудования. Был введён производственный инструктаж рабочих, стали решаться вопросы повышения их технических знаний и квалификации.
Важной вехой для фабрики стал Всесоюзный конкурс на лучшее освоение ткацких автоматических станков «Нортроп». К этому конкурсу в Вичуге отнеслись со всей серьёзностью. Руководство фабрики, узнав, что на опытной фабрике «Октябрьская революция» в подмосковном Балятино (с 1957 года — п. Октябрьский) создан экспериментальный участок по обслуживанию 40 станков-автоматов, срочно отправило туда представительную делегацию из шести человек. Тщательно изученный подмосковный опыт был оперативно перенесён на вичугскую землю: уже в феврале 1935 года на фабрике им. Ногина работало два экспериментальных комплекта в 40 и 52 станка.
«Большой комплект» в 52 станка стали обслуживать Анастасия Болдырева и её сменщица Любовь Большакова. Дусе Виноградовой доверили комплект в 40 станков. Вскоре Дуся потребовала, чтобы и для неё создали «большой комплект». Но начальник цеха Большов ей, как имеющей недостаточный стаж работы (3,5 года), отказывает и, более того, наказывает за настырность и дерзость переводом в запасные ткачихи. В апреле Дуся часто работала лишь на 35 станках.
Инициатор уплотнения на фабрике, ткачиха Анастасия Болдырева, которая ещё в феврале 1935 года, будучи депутатом VII Всесоюзного съезда Советов, была избрана членом ВЦИК, всё больше и больше отвлекалась на общественную и партийную работу, и её часто на «большом комплекте» заменяла «запасная ткачиха» Дуся Виноградова. По результатам первого этапа всесоюзного конкурса, Дуся Виноградова, как ткачиха, с успехом обслужившая 52 станка, была премирована вместе с А. Болдыревой.

### Рекорд

Дуся Виноградова

Группа специалистов, вернувшихся из поездки в Америку, рассказали, что там на фабриках обслуживают по 70-80 станков. Вдохновлённая этим сообщением, парторг и член ВЦИК Анастасия Болдырева предложила руководству фабрики также создать комплект в 70 станков-автоматов. В мае такой комплект был создан. Обслуживание его доверили Дусе Виноградовой и Вале Сандаловой.
70 станков — это был всесоюзный рекорд. Но начальник ткацкой Иван Тихомиров предложил это держать в тайне, не афишировать и не сообщать в печать, даже в местную многотиражку. Также он запретил сообщать в трест и в профильный НИИ о всех технических и технологических новаторских решениях. «Давайте проверим. — говорил он, — Только до результатов проверки в цехе, на станке никому ни гу-гу… Провалимся, значит, чего-то не додумали. Снова начнем. А выйдет дело… Прославиться всегда успеем — нам ещё жить да жить!». Таким образом, у фабрики им. Ногина оказалось целых четыре спокойных месяца для доработок и внедрений новинок. Насколько мудрым было решение Тихомирова показали события октября-ноября, когда гонка за лидером приобрела просто бешеный характер…
В августе Валентина Сандалова ушла в декретный отпуск, и сменщицей Дуси Виноградовой становится Маруся Виноградова — так появился легендарный тандем ткачих Виноградовых.
После рекорда А. Г. Стаханова (31 августа 1935 года) и публикации в «Правде» от 6 сентября 1935 г. статьи «Советские богатыри» (о трудовом достижении Стаханова и Дюканова), информация о виноградовском рекорде поступила в печать. Отраслевая газета «Лёгкая индустрия» в номере за 12 сентября впервые сообщила о всесоюзном рекорде обслуживания ткацких станков, достигнутом на вичугской фабрике им. Ногина. С этого момента начался звёздный взлёт Дуси Виноградовой.

Орджоникидзе с Дусей Виноградовой и другими стахановцами

15 сентября поступила поздравительная телеграмма наркома И. Е. Любимова в адрес ткачих Виноградовых. В ответной телеграмме Виноградовы обещали перейти на 94 станка.
1 октября 1935 года — ткачихи Виноградовы установили мировой рекорд производительности труда, перейдя с 70 на 100 станков (вместо 94, как планировалось ранее). В текстильной промышленности стало набирать темп виноградовское движение: появились сотни последователей по всей стране. С этого момента Дуся и Маруся Виноградовы перестали принадлежать себе. Их оторвали от работы… С 11 по 16 октября прошла непрерывная череда встреч: 11 октября выступление Дуси перед вичугскими рабочими в фабричном клубе; 12 октября — «совещание виноградовцев» в ивановском областном Дворце труда; 13 октября — приём виноградовцев в обкоме партии; 14 октября — «виноградовское» совещание у наркома лёгкой промышленности в Москве и знакомство наркома И. Е. Любимова с ткачихами Виноградовыми; 15 октября — на встрече в Кремле с В. М. Молотовым, председателем Совнаркома СССР, Дуся обещает перейти на 140 станков; 16 октября — беседа с секретарем ЦК ВКП(б) А. А. Андреевым.
А. Андреев в те дни писал:

Стахановско-виноградовское движение подтверждает, что лозунг, который был дан товарищем Сталиным об овладении техникой, теперь глубоко вошел в жизнь и благодаря этому ломаются все старые нормы производительности труда и использования оборудования. Стахановцы-виноградовцы — это люди, которые не знают пределов, они доказывают, что значит овладеть техникой, на какие чудеса тогда способен рабочий в производительности труда.

Слава, которая свалилась на ткачих Виноградовых, а в их лице и на вичугскую фабрику им. Ногина, не давала покоя конкурентам. Особенно острая борьба развернулась между соседями: вичужанами и родниковцами. И здесь сказалась ахиллесова пята публичных обещаний — конкуренты узнавали планы вичужан и с упреждением готовились их перекрыть, чтобы оказаться в лидерах.

«Три грации»: Дуся и Маруся Виноградовы с главной соперницей Тосей Одинцовой на фоне вичугский фабрики им. Ногина.

Уже самое первое обещание Виноградовых от 15 сентября (о том, что они с 1 октября перейдут на обслуживание 94 станков) чуть было не закончилось «плачевно» для вичужан. Родниковцы, до этого никак не проявлявшие себя, имели на комбинате максимальное уплотнение в 36 станков, которое уже несколько месяцев на фабрике им. Ногина было «типовым». И вдруг ткачихи Тася Одинцова и Ирина Лапшина решили с 1 октября перейти с 36 сразу на 96 станков, рассчитывая оказаться в лидерах. Но с первого раза этот номер у родниковцев не прошёл: о «коварных» планах соседей узнали на фабрике им. Ногина и, неожиданно для родниковцев, с 1 октября Дуся и Маруся встали на комплект в 100 станков. Вот в таких детективных обстоятельствах родился первый мировой рекорд!
Выполнение второго обещания (данного 15 октября т. Молотову — перейти на обслуживание 140 станков) также столкнулось с «неожиданностью»: 23 октября на вичугской фабрике «Красный Профинтерн» ткачихи М. В. Шилова и В. И. Тихомирова опередили Виноградовых, перейдя «как раз» на 140 станков. Восстановить первенство «ногинцам» удалось лишь 30 октября: Дуся и Маруся Виноградовы и Екатерина Подсобляева стали обслуживать 144 станка, а ткачихи Любовь Большакова, Елизавета Шарова и З. Коровкина перешли на обслуживание 148 станков (виноградовские методы вели к сокращению рабочих мест, поэтому на фабриках для борьбы с «безработицей» вынуждены были ввести 3 смену). 3 ноября на 144 станка перешли и соперницы из Родников.

Дуся и Маруся Виноградовы на Всесоюзном совещании стахановцев в Москве

Апогеем накала соперничества вичужан с родниковцами стало Всесоюзное совещание стахановцев.
14 ноября в Кремле открылось Первое всесоюзное совещание рабочих и работниц стахановцев промышленности и транспорта. Ярким моментом совещания были выступления Дуси и Маруси Виноградовых, а также их соперницы Таси Одинцовой.
Если Дуся Виноградова в своем выступлении скромно обещала Сталину «через месяц перейти на 150 станков», то Маруся Виноградова в своем выступлении уже сделала предупреждение соперницам: «Если найдутся работницы, которые будут брать 144 станка, то мы обязательно перейдем на 150, если кто-либо заявит, что переходит на 150, то мы возьмем 200 станков. Мы свой рекорд никому не отдадим!»
После того, как Серго Орджоникидзе объявил: «Слово имеет товарищ Одинцова — соперница Виноградовых», — И. В. Сталин сказал крылатую фразу: «Посмотрим, чья возьмет!»
Во время речи Одинцовой произошёл знаменательный диалог соперниц:

Одинцова. Заверяю вас, товарищи, что, соревнуясь с Дусей Виноградовой, я надеюсь, что план перевыполню и оставлю её позади себя. (Смех, аплодисменты.) 

Виноградова. Ты на сколько перейдешь? 

Одинцова. На 156 станков. 

Виноградова. А мы на 208. (Смех, аплодисменты.) 

(из стенограммы Всесоюзного совещания стахановцев)

Итак, во время этого совещания «ставки были сделаны»: перед лицом всей страны, перед Сталиным были сделаны серьёзные обещания…
После стахановского совещания на фабрике им. Ногина для Дуси Виноградовой стали готовить, как и было обещано, комплект из 208 станков. Следует сказать, что за время осенней гонки рекордсменов техническая, технологическая и организационная мысль на фабрике имени В. П. Ногина не стояла на месте. Под руководством ставшего главным инженером И. Тихомирова к ноябрю 1935 года удалось добиться существенного, практически двукратного сокращения обрывности нитей основы.
Как говорила позднее М. И. Виноградова:

Высокое уплотнение заставило всю нашу инженерно-техническую общественность работать над проблемой снижения обрывности. Степень уплотнения нашего труда обратно пропорциональна величине обрывности. Проще говоря, можно обслуживать тем больше станков, чем меньше обрывов основы.

В Родниках 24 ноября 1935 г.

Впрочем, из этих слов следовало, что разумным в ноябре было уплотнение в 150 станков. Но неугомонность преследователей заставила выйти за рамки расчетов. Какой ценой и за счет чего это было сделано — можно только догадываться…
Итак, 24 ноября 1935 года родниковские ткачихи Тася Одинцова, Ирина Лапшина и Цыбина все же обгоняют вичужан и устанавливают «новый мировой рекорд» — обслуживание 216 станков. 25 ноября Тася Одинцова посылает телеграмму Сталину с сообщением о достижении. «Еще раз заверяю вас, товарищ Сталин, что от Дуси Виноградовой я не отстану!» — закончила телеграмму Тася.
27 ноября — ткачихи Виноградовы и Подсобляева, как и было запланировано, перешли на обслуживание 208 станков, о чём они также сообщили телеграммой Сталину. Но уступать соседям Вичуга не захотела. Чтобы догнать родниковцев, пришлось расширить зал, сломав деревянную перегородку кабинета начальника цеха, — этот факт, в частности, отражен в фильме Г. В. Александрова «Светлый путь». 29 ноября Дуся Виноградова со сменщицами также перешла на обслуживание 216 станков.
Спустя месяц, в самом конце 1935 года, ткачихи Виноградовы, а также их соперницы Тася Одинцова и Ирина Лапшина удостоились высшей награды страны — ордена Ленина.
Текст награждения гласил:

За инициативу и первенство в деле овладения техникой своего дела, за трудовой героизм и выдающиеся успехи в повышении производительности труда, благодаря чему были преодолены и оставлены далеко позади старые технические нормы и превзойдены в ряде случаев нормы производительности труда передовых капиталистических стран, в ознаменование первого всесоюзного совещания стахановцев промышленности и транспорта, Центральный исполнительный комитет Союза ССР постановляет наградить орденом Ленина…

Лишь спустя 2,5 года, летом 1938 года, студентки промакадемии Дуся и Маруся Виноградова, набравшись опыта и знаний, в спокойной обстановке окончательно утвердили за собой первенство, доказав, что можно обслуживать 284 станка. Правда этот «рекорд» стал будничной нормой совсем для других ткачих: 18 лет на «виноградовском комплекте» работали Екатерина Подсобляева, Любовь Большакова и Л. Орлова-Марфина.

### На руководящей работе

Евдокия Виноградова, 1938 год

В 1936 году Дуся Виноградова (вместе с Марусей) стала учиться в Промышленной академии имени В. М. Молотова в Москве.
12 декабря 1937 году прошли первые выборы в Верховный Совет СССР. Дусю Виноградову избрали по Георгиевскому избирательному округу Орджоникидзевского (Ставропольского) края. Евдокия Викторовна была депутатом ВС СССР 1 созыва (1937—1946). Как депутату ей писали письма с жалобами и просьбами. И Дусе приходилось решать вопросы, поднятые избирателями, в том числе, в министерских кабинетах. После освобождения Ставрополья от немецкой оккупации Дуся Виноградова несколько раз ездила в свой избирательный округ и на основе своих наблюдений и впечатлений подала правительству предложение по быстрейшему восстановлению народного хозяйства своего избирательного округа.
В 1941 году Дуся Виноградова закончила Московскую промакадемию по специальности инженера-технолога. Сначала она работала начальником отдела технического контроля на родной фабрике имени В. П. Ногина в Вичуге, но с началом войны была направлена в Ташкент, где работала заместителем главного инженера на местной фабрике. С сентября 1942 года Дуся работает в Москве в качестве заместителя директора Семёновской красильно-отделочной фабрики, а затем директором Ростокинской текстильно-трикотажной фабрики. В 1948—1952 гг. — начальник Отделения по подготовке мастеров-технологов при Центральных курсах Министерства лёгкой промышленности СССР.
Муж — артист Ивановского драматического театра Исай Розовский, двое детей.

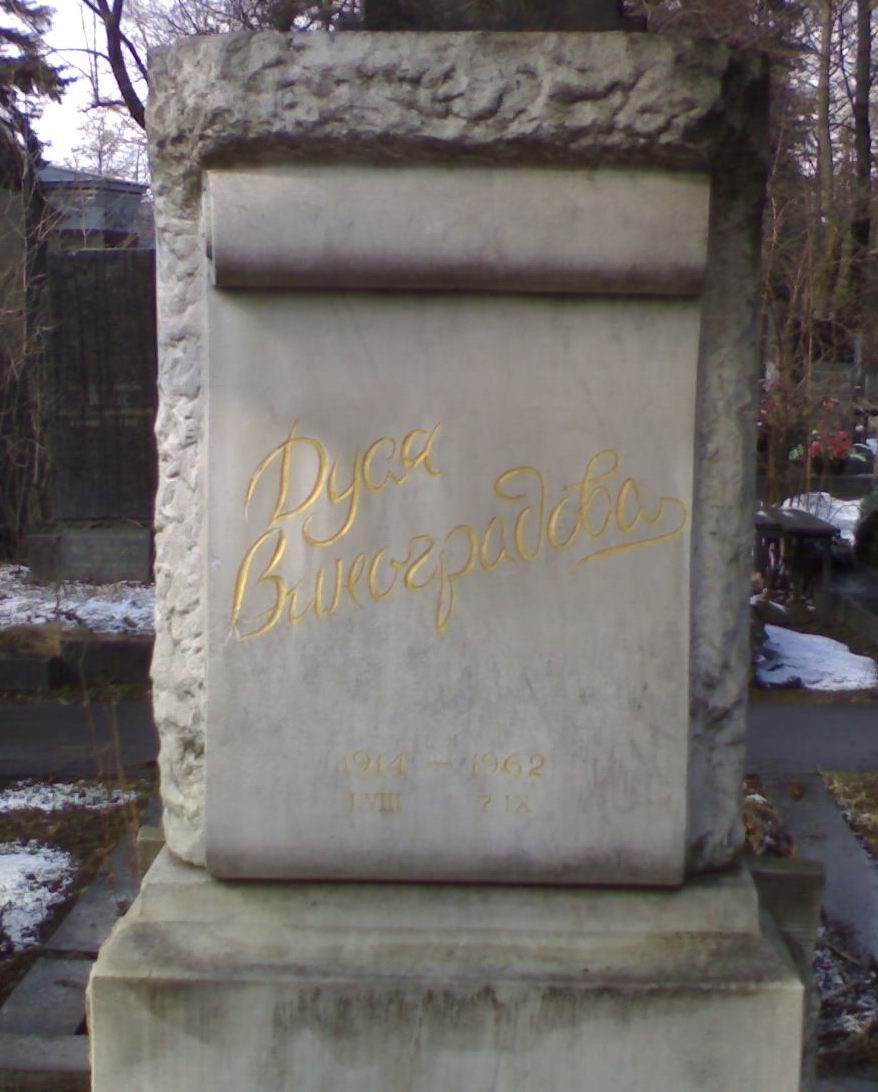
Могила Е. В. Виноградовой на Новодевичьем кладбище

Умерла Евдокия Викторовна Виноградова 7 сентября 1962 года после продолжительной болезни лёгких. Похоронена в Москве на Новодевичьем кладбище (участок № 8).

## Популяризация
Несмотря на то, что трудовые рекорды Дуся и Маруся Виноградовы устанавливали вместе, часто в печати и книгах основное внимание уделялось только Дусе. И это не случайно: в красивую и обаятельную Дусю страна просто влюбилась. Н. И. Бухарин был восхищен Дусей Виноградовой, разглядев в ней «нового человека». Советский парижанин, писатель И. Г. Эренбург настолько был взволнован встречей с Дусей, что опубликовал «Письмо Дусе Виноградовой» в бухаринских «Известиях», за которое спустя неделю он вынужден был раскаиваться перед Сталиным. В заграничной прессе и зарубежной советской пропаганде Дуся Виноградова вообще преподносилась как «Мисс СССР» (например: Friedrich, G. «Miss U.S.S.R.: The Story of a Girl Stakhanovite». New York, 1936).

Дуся Виноградова

Вот некоторые личностные характеристики Дуси Виноградовой:
Иван Гудов, инициатор стахановского движения:

Стройная, изящная, с большими глазами, широкой улыбкой — она всех располагала своей внешностью.

И. Эренбург, из книги «Люди, годы, жизнь»:

Она оказалась умной и удивительно скромной; почести, аплодисменты, фотографы не вскружили ей головы.

И. Г. Эренбург, из письма И. В. Сталину (28 ноября 1935 г.):

Меня глубоко взволновала беседа с Виноградовой, тот человеческий рост, то напряжение в работе, выдумка, инициатива и вместе с тем скромность, вся та человечность, которые неизменно меня потрясают, когда я встречаюсь с людьми нашей страны.

В 1937—1938 гг. для канала Москва—Волга на Пермской судоверфи была построена целая серия буксирных колесных пароходов, названная именами стахановцев. Один из восьми 150-сильных буксиров был назван именем Дуси Виноградовой. В 1960-е годы он был переименован в «Безбородово».

### Кино
Культ Дуси Виноградовой дошёл и до кинематографа, запечатлевшись в образе Тани Морозовой (актриса Любовь Орлова) в фильме Г. Александрова «Светлый путь» (1940).
Впрочем, сама идея фильма и её исполнение были неудачными и подвергнуты справедливой критике. Реальная героиня Дуся Виноградова оказалась заметно сильнее, цельнее, а может быть, и обаятельнее «сказочной» Тани Морозовой.
Сильной стороной фильма стали песни на музыку И. О. Дунаевского. «Марш энтузиастов» из этого фильма стал своего рода гимном предвоенной молодёжи. Между прочим, по сценарию эта песня должна была называться «Маршем нового человека», а в качестве рефрена в песне должны были звучать сталинские слова «Посмотрим, чья возьмет!» (сказанные по поводу соперничества Дуси Виноградовой с Тасей Одинцовой).
Любовь Орлова приезжала в Вичугу. Она вспоминала:

«Я помню, как ходили Виноградовы по цеху, — легко так, изящно и в то же время уверенно, по-хозяйски. Именно это хозяйское отношение ткачих к своему делу, помню, радостно удивило меня. Я всегда знала, что советская работница — свободная хозяйка своей судьбы. Но, только начав „работать“ ткачихой, поняла, как постепенно расширялся кругозор женщины, пришедшей на производство, как она проникалась интересами сначала цеха, потом завода, а потом и государства…»

(из книги Лешукова Т. Н. «Виноградовскими маршрутами», Ярославль, 1985)

На премьере фильма, который проходил в октябре 1940 года в кинотеатре «Художественный» в Москве, в качестве почетных гостей присутствовали и Дуся с Марусей. Этот премьерный показ ознаменовался беспрецедентным случаем: после того, как фильм закончился, зрители настойчиво потребовали повторить эпизод, в котором Таня Морозова идет по цеху и поет «Марш энтузиастов».

### Увековечивание памяти
- улица Виноградовых в Вичуге.
- Мозаичная стела «Идущие впереди» в Вичуге.

## Публикации
- Первое всесоюзное совещание рабочих и работниц-стахановцев, 14—17 ноября 1935 г. Стенографический отчёт, М., 1935.
- «Письмо из Вичуги» Евдокии Виноградовой. Газета «Правда» за 2 августа 1937 г.
- Дуся Виноградова, «Текстильщики» М., 1938